# Friedrich Wilhelm Enzmann

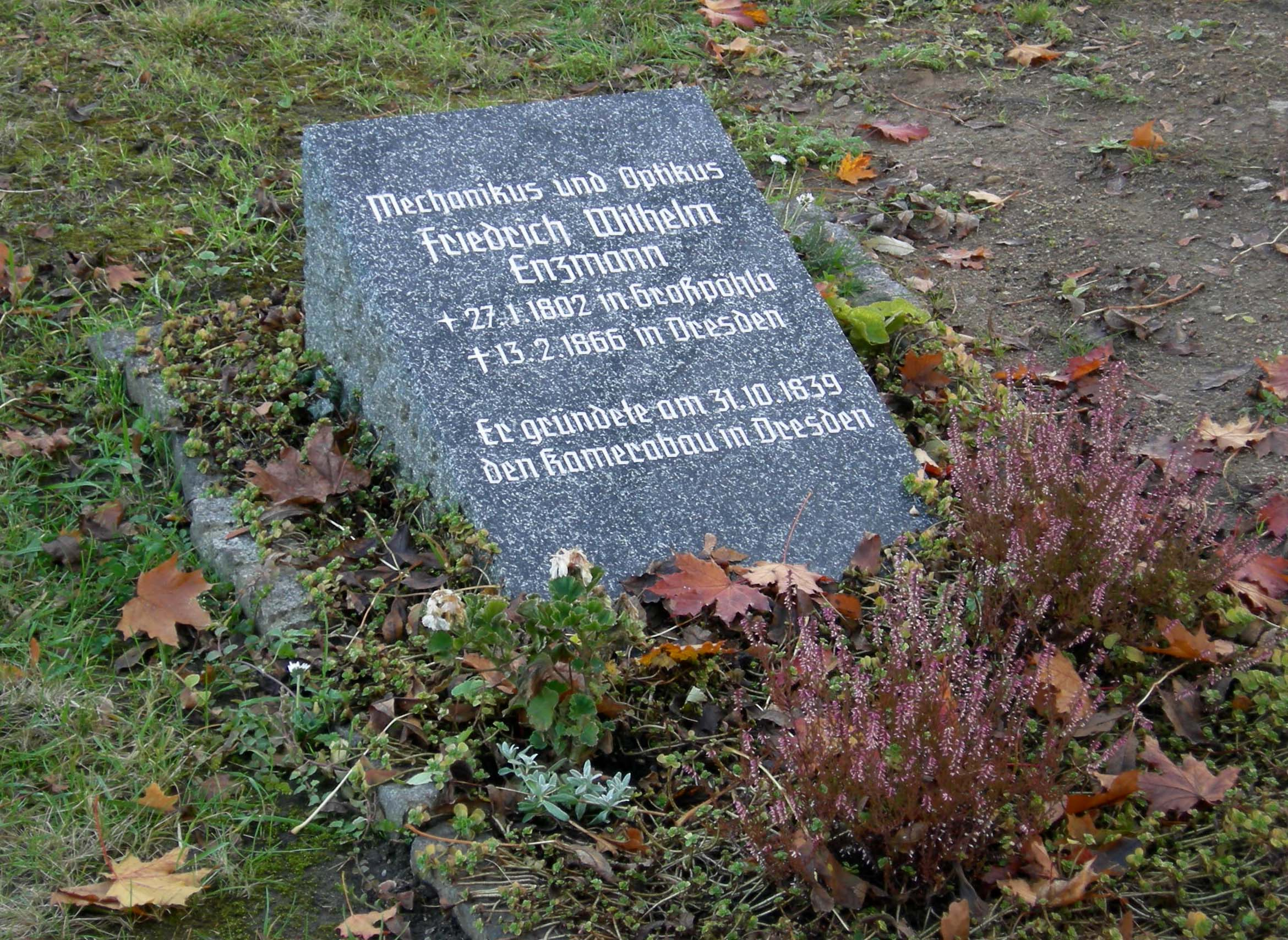
Grab von Friedrich Wilhelm Enzmann auf dem Alten Annenfriedhof in Dresden

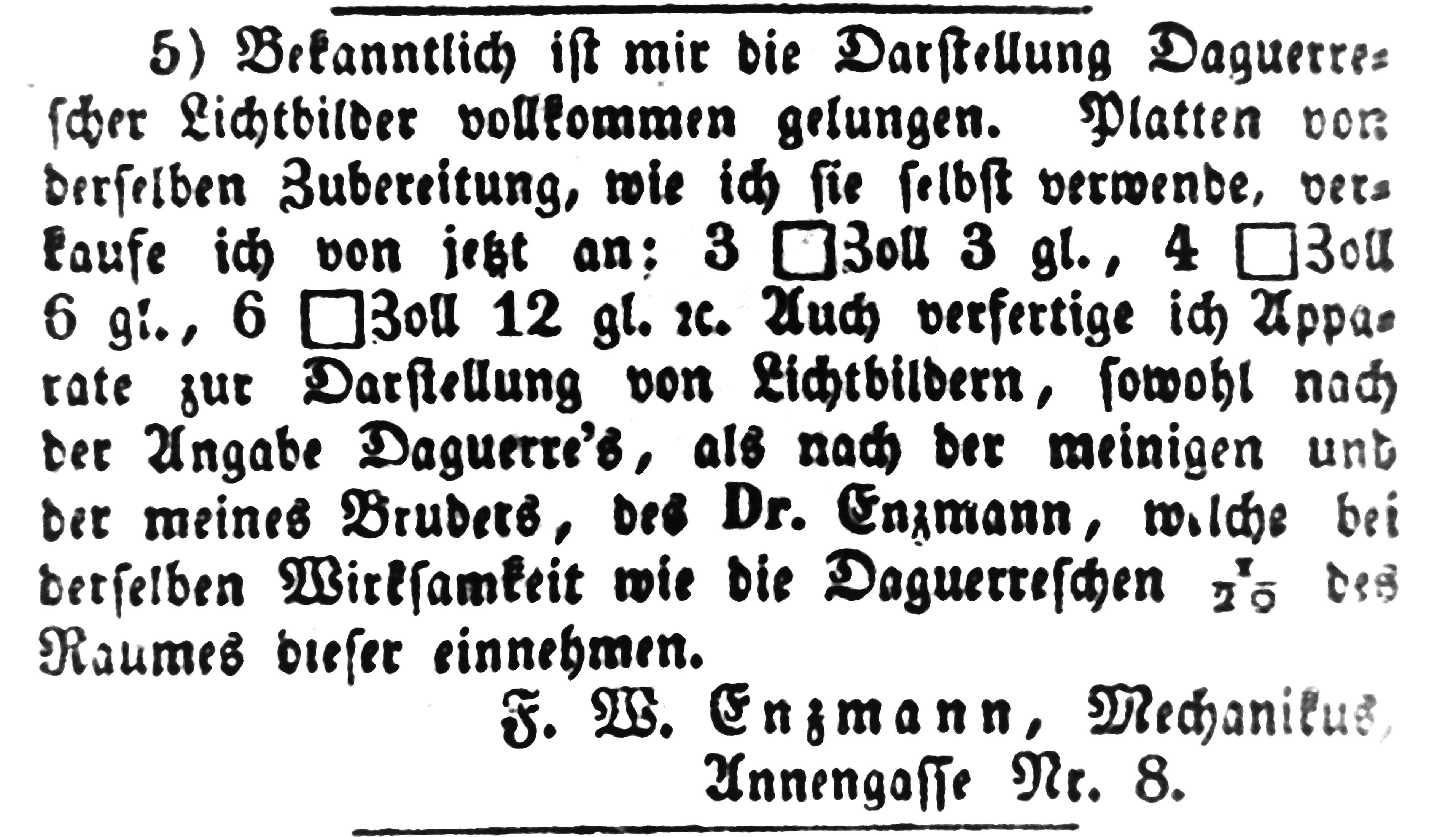
Anzeige im Dresdener Anzeiger vom 31. Oktober 1839

Friedrich Wilhelm Enzmann (* 27. Januar 1802 in Pöhla bei Schwarzenberg; † 13. Februar 1866 in Dresden) war ein deutscher Unternehmer. Die Brüder Friedrich Wilhelm und der promovierte Mediziner und Chemiker Carl Heinrich Enzmann (1800–1868) gelten als Begründer der Produktion fotografischer Apparate in Deutschland, wahrscheinlich sogar weltweit außerhalb Frankreichs. Nach seiner ersten Werbeanzeige im Dresdner Anzeiger gilt der 31. Oktober 1839 als der Geburtstag der Dresdner Fotoindustrie. Durch die Einführung fotografischer Aufnahmeplatten in den Größen 3, 4 und 6 Quadratzoll konnte er seine Apparate gegenüber denen des französischen Konkurrenten Louis Daguerre auf nur 1/20 des Volumens verkleinern.
Auf den Kirchlichen Wochenzetteln Dresden ist bei seinem Tod vermerkt: „Bürger, Mechanicus und Opticus“ und als Anschrift „Annenstraße 26“. Er und sein Bruder sind auf dem Alten Annenfriedhof in Dresden begraben. An der Stelle seines Grabes wurde ihm zum Gedenken ein neuer Grabstein errichtet.